# Белово (Усть-Пристанский район)
Бело́во — село в Усть-Пристанском районе Алтайского края России. Одно из самых малочисленных в районе.

## География
Расположено при впадении реки Козлухи в Обь, по обоим берегам Козлухи, на левом крутом берегу Оби между селами Володарка и Вяткино.
Расстояние до районного центра села Усть-Чарышская Пристань — 30 км.
Расстояние до краевого центра города Барнаула — 134 км.
Село состоит из 8 улиц: Молодёжная, 8 Марта, Партизанская, Зелёная, Колхозная, Обская, Комсомольская, Школьная, Нагорная.

## История

### Российская империя

#### 18 век. Основание и первые поселенцы
Первое упоминание деревни Беловой относится к 1734 году. Деревня указана на карте Алтая 1734 года.
По одной из версий возникновение села датируется 1739 годом. Дата указана на плане межевания 1829 года, на который ссылается документ 1898 года.
Наиболее раннее достоверное свидетельство о существовании деревни Беловой датируется 1755 годом. Население было учтено в исповедальных росписях Захарьевской церкви г. Барнаула, открытой 24 июня 1754 года, и к которой были прикреплены жители Беловой. По  данным исповедальных росписей уже были учтены первые жители, основатели деревни Белой - Белой, Дранишников, Большаков.
Историк-краевед Булыгин считает дату основание деревни - 1759 год. Упоминание о существовании деревни Беловой содержится в именных списках крестьян деревень Белоярского и Бийского ведомств 1759 года. Однако, он не учел исповедальные росписи Захарьевской церкви 1755 года.
В 1759 году в деревне Белове ведомства Белоярской слободы записаны крестьяне Григорий Степанович Степанков с сыновьями Иваном, Иваном Меньшим, Максимом и Михаилом, Захар Алексеевич Большаков и Василий Гаврилович Шибаев с сыном Данилой, а в деревне Белове Бийского ведомства перечислены бердские крестьяне Семён, Леонтий и Фёдор Ларионовичи Лямкины и Пётр Петрович Рознин.
В 3 ревизию 1763 года и в 4 ревизию 1782 года деревня Белова также учитывалась по двум ведомствам - Красноярской слободы и Бийской слободы.
В состав сельских прихожан Захарьевской церкви г. Барнаула, к которой относилась деревня Белова, во второй половине 18 века входили три основные категории населения: разночинцы, крестьяне и раскольники, но некоторое время в Белове проживала и дворянка.
По именам первых поселенцев названы некоторые места в окрестностях села: местечко Петухово, Кочегарово, Шибаев Яр.
После разукрупнения слободских ведомств на момент 5 ревизии 1795 года деревня Белова была полностью включена в состав Барнаульской слободы.

#### 19 век. Плавный рост населения
С начала 19 века деревня Белова входила в состав Барнаульской волости Барнаульского уезда Томской губернии.
Во время межевания в 1829 года деревня имела 21 двор с 63 ревизскими душами населения (мужского пола).
В 1835 году Белова в составе Барнаульской волости Бийского округа Томской губернии.
К средине 19 века численность деревни значительно выросла. На 1845 год проживали следующие старожильческие фамилии: Болшаков (Большаков), Важенин, Вдовин, Гуляев, Дранишников, Затеев (Зотеев), Калмаков, Легостаев, Лосев, Лямкин, Плешков, Полковников, Попугаев, Соснин, Шипунов.
В 1857 году построена церковь Воскресенская в селе Чистюнском и приход отошел от Барнаула к Чистюньке.
На 1859 год в деревне проживало 279 человек. Волостной центр Барнаульской волости, к которой относилась Белова, находился в селе Чистюнском.
В 1862 году построена церковь Вознесенская (Богородицы Рождественская) в селе Вяткино и приход перешел туда.

#### Конец 19 - начало 20 веков. Массовое переселение и развитие села
Начиная с 1870-х годов в деревню постепенно начал поступать поток переселенцев из европейский губерний. По губерниям выселения в Белово больше всего переселенцев - рязанцев. В меньшей мере переселялись из Тобольской, Вятской, Воронежской губерний, а также из Саратовской, Оренбургской, Тульской, Курской, Пензенской губерний, из соседних деревень, Барнаула и Бийска.
В 1875 году в деревне открыт однодеревенский магазин. В этом же году 2 раза зафиксирован мор коров.
В 1878 году в деревне было 84 двора, количество земли (в десятинах): удобной - 4504, неудобной - 11 365. Насчитывалось наличных душ - 187, окладных (облагаемых налогом - Ред.) душ - 142, число работников - 74.
В 1896 году построена церковь во имя Святого Пророка Ильи в селе Легостаево (ныне село Володарка) и приход Белова из Чистюньского перешел в Легостаево. Службу вели священник Петр Онисимович Субботин (с 02.09.1898) и И.Д. псаломщика Владимир Петрович Оболенский (с 25.08.1898).
По данным Всероссийской переписи 1897 года в д. Беловой оказалось 87 хозяйств старожил и 111 хозяйств переселенцев, в которых проживало 1101 человек. Грамотных мужчин в д. Беловой по переписи оказалось 29 (5,5%), хозяйств же с грамотными, полуграмотными и учащимися 38 (19,2%).
По данным регистрации в 1897 г. в д. Беловой оказалось 87 хозяйств старожилов и 111 хозяйств переселенцев. Последние приселялись, начиная с 1870-х годов постепенно, по 2-4 семьи в год, но в некоторые годы приходило их больше, так в 1882, 1890 и 1891 гг. сразу поселялось по 11 семейств. По губерниям выселения в Белово больше всего рязанцев - 27 хозяйств. Затем 17 хозяйств съехалось из окрестных деревень, большей частью из-за Оби (из дд. Камышенки, Клепиковой), откуда жители выселяются на степь вследствие отсутствия дома пахотных земель.
Грамотных мужчин в д. Беловой по переписи оказалось 29 (5,5%), хозяйств же с грамотными, полуграмотными и учащимися 38 (19,2%).
С 1 ноября 1897 года открыто одноклассное церковно-приходское училище (школа грамоты) в память Коронации. Учитель неприписной крестьянин переселенец, получивший домашнее образование. Детей зимой училось 30 мальчиков и 5 девочек, весной число это упало до 15 мальчиков и 7 девочек. Приезжих учеников 2, один из Камышенки и 1 из Большой Речки. Курс обучения сам учитель считал достаточным 3-х летний. Учебные пособия заключаются только в классной доске и 10 аспидных досках. Имущества у школы 3 парты, 3 скамьи и стол. В 1910 году в школе обучалось уже 66 человек, имелась церковная библиотека. В школе обучались только дети богатых. Сидели по четыре человека за партами. Преподавали русский язык, арифметику, географию, Закон божий. Учебный год начинался в октябре, а заканчивался в апреле. Были книги, а писали в основном на грифельных досках. Ближайшая больница находилась в 35 верстах от села. Редко заглядывал врач, в основном лечением занимались местные знахарки. Далеко не все выдерживали горячку, тиф, сибирку.
На 1898 год в деревни имелось 2 кузницы. Из торговых заведений имеются 1 пивное заведение Барнаульского купца Лукьянова, 1 мануфактурная лавка и 2 мелочных, - все 3 лавки принадлежат Барнаульским мещанам, проживающим в д. Беловой. Торгуют главным образом чаем, сахаром, железом, пряниками, табаком, пуговицами и т.п. Так же в деревне имеется 3 молотильные машины. Муку мелют в деревнях Большой Речке, Потягаевой, Смольевой. Своих мельниц нет: речка неудобна, запруду сносит. Главными занятиями жителей д. Беловой являются земледелие и скотоводство. В пропорции посева первое место занимает пшеница-белотурка, а главными видами скота служат рабочие лошади и рогатый скот. Пчеловодство почти отсутствует, мало развиты и неземледельческие промыслы. Из последних заслуживают упоминания только плотничный промысел (22 чел.), распиловка леса (10 чел.) и рыбный (11 чел.), а также зажиточные старожилы (8 чел.) занимаются скототорговлей, из них шестеро гоняют ежегодно табуны лошадей по 30-40 голов в г. Семипалатинск, рогатый скот скупают осенью и весной и перепродают его скотопромышленникам г. Барнаула и д. Каллистратихи.
28 ноября 1898 года на сельском сходе был принят приговор о строительстве Троицкой церкви. И в марте 1908 года деревянная церковь Святой Живоначальной Троицы была построена и освящена. С 1909 года в церкви началась служба. Службу вели священник Александр Михайлович Переводчиков и псаломщик Константин Владимирович Козлов. С этого момента Белова стала селом. Однако, в Списках населенных мест Томской губернии от 1911 года Белова записана еще деревней.
В Белове часто менялись сельские старосты, избиравшиеся на сельском сходе. Так в 1898 и 1899 годах Беловским сельским старостом был Василий Алексеев Гуляев, в 1900 - Павел Данилов Дранишников (47 лет),  в 1901 - Павел Плешков (46 лет), в 1903 - Феоктист Данилов (48 лет), в 1904 - Степан Титов Важенин, в 1905 - Андрей Черданцев (37 лет).
На 1899 год в Белове имелись сельский хлебозапасный магазин и питейное заведение.
По переписи 1901 года в составе Барнаульской волости Барнаульского уезда Томской губернии.
На 1907 год связь с деревней уже осуществлялась пароходами. Населения в широких размерах занимается торговлей лошадьми, отгоняя ежегодно сотни голов в Семипалатинск. Торгуют в небольших размерах и рогатым скотом.
С 1908 года в составе Ильинской волости Барнаульского уезда Томской губернии. Волостной центр с. Легостаево (Володарка) с церковью во имя Святого Пророка Ильи.
На 1911 год в Белово имелись сельский хлебозапасный магазин и 2 торговые лавки. В селе также имелось молочное отделение, где перерабатывали молоко.

### Советский период
С 1917 года село Белово в составе Ильинской волости Барнаульского уезда Алтайской губернии.
Наибольшее число жителей в этом населённом пункте было зафиксировано в 1918 году: 420 дворов и в них 2856 человек. На 20 декабря 1918 г. в одноклассном   народном  начальном   училище обучалось 78 учащихся: 57 мальчиков, 21 девочка. При школе была библиотека.
После свержения царя воевали беловцы против колчаковцев и белочехов за установление Советской власти на Алтае. Многие пали в жестоких боях, кто от пули, кто от кровавых ран, а некоторые от смертной казни. В декабре 1919 г. установилась Советская власть. Активными участниками новой жизни стали П.К. Атясов, С.М. Рыбин, М.Е. Тюпин, И.П. Баландин, Ф.С. Банников, А.С.Труфанов. Это они возглавляли на селе первые колхозы.
В 1920 году образован Беловский сельский совет, председателем которого стал Иван Карпович Польщиков.
4 августа 1920 года в составе Ильинской волости Барнаульского уезда Алтайской губернии (Пост. Сибревкома).
С 6 апреля 1923 года в составе Володарской волости Барнаульского уезда Алтайской губернии (Пост. Сибревкома).
С 27 мая 1924 года в составе Чистюньского района Барнаульского уезда Алтайской губернии (Пост. Сибревкома)
С 25 мая 1925 года в составе Чистюньского района Барнаульского округа Сибирского края (Пост. ВЦИК)
По переписи 1926 года в селе насчитывалось 519 хозяйств и в них 2619 жителей.
К марту 1930 года в с. Белово была создана сельхозартель «Трудовик», позже реорганизованная в колхоз «Заря коммунизма». В 1935 г. организованы колхозы «Восход» и «8-е Марта». К 1950 году колхозы объединились в один - «Заря коммунизма».
С 30 июля 1930 года в составе Чистюньского района Западно-Сибирского края (Пост. ВЦИК)
С 1 января 1932 года в составе Топчихинский района Западно-Сибирского края (Пост. ВЦИК)
С 28 сентября 1937 года в составе Топчихинского район Алтайского края (Пост. ЦИК СССР)
В 1941-м вновь прервалась мирная жизнь. В боях с немецкими захватчиками участвовали 190 человек из села; не многие вернулись домой - 121 человек погиб.
С 26 мая 1959 года Беловский сельсовет объединен с Володарским сельсоветом (Реш. АКИК № 435)
С января 1965 года Белово переведено в состав Вяткинского сельсовета Усть-Пристанского района.
В послевоенный период, с освоением целинных и залежных земель, произошло укрупнение колхозов. Стало развиваться строительство. В 1960-1970-е гг. в селе были построены свинарник, коровник на 400 голов, зернохранилище, электростанция, здание конторы, кошара на 800 голов, коровник на 200 голов с полной механизацией, деревянный двор для лошадей, два двухквартирных дома. В 1966 году в селе построена котельная для отапливания государственных учреждений и ближайших жилых домов, а в 1969 году - новое здание школы площадью 871 кв. м. В 1966 г. колхоз «Заря коммунизма» занимал третье место в крае по производству товарного меда. В 1971 году открыт Мемориальный комплекс воинам-односельчанам, погибшим в годы Великой Отечественной войны 1941-1945 гг.
Правопреемником колхоза «Заря коммунизма» являлся совхоз «Вяткинский», просуществовавший с 1976 по 1983 г. Позже совхоз был реорганизован в подсобное хозяйство «Белово» УВД Алтайского края.

### Современность
28 апреля 1997 года образован Беловский сельсовет Усть-Пристанского района.
В 1998 году вновь произошла реорганизация подсобного хозяйства «Белово» УВД Алтайского края, правопреемником стало муниципальное унитарное предприятие «Белово».
С 1 декабря 2003 года село окончательно в составе Беловского сельсовета Усть-Пристанского района.
По данным 2007 года, в с. Белово насчитывалось 117 дворов, 297 жителей - 103 пенсионера, 156 человек трудоспособного населения, из них работающих - 50 и около 60 жителей, находящихся на учете в Центре занятости населения, 9 детей дошкольного возраста. В 2007/08 учебном году 27 школьников обучались в Беловской основной школе. Работают фельдшерско-акушерский пункт, сельский Дом культуры, библиотека.
В настоящее время с. Белово одно из самых небольших и малочисленных в районе. На 1 января 2022 года в селе проживало 143 человека. На 1 января 2023 года - 119 человек. На 1 января 2024 года - 106 человек. На 1 января 2025 года - уже 105 человек.

## Население
| 1763 | 1795 | 1882 | 1918  | 1926  | 1994 | 1998 | 1999 | 2000 | 2001 |
| ---- | ---- | ---- | ----- | ----- | ---- | ---- | ---- | ---- | ---- |
| 74   | ↗104 | ↗187 | ↗2856 | ↘2619 | ↘484 | ↘425 | ↗429 | ↘417 | ↘399 |
| 2002 | 2003 | 2004 | 2005  | 2006  | 2007 | 2008 | 2009 | 2010 | 2011 |
| ↘373 | ↘349 | ↘341 | ↘318  | ↘302  | ↘297 | ↘261 | ↗276 | ↘230 | ↘228 |
| 2012 | 2013 | 2014 | 2015  | 2016  | 2017 | 2018 | 2019 | 2020 | 2021 |
| ↘217 | ↘188 | ↘186 | ↘182  | ↘171  | ↘166 | ↘152 | ↘150 | ↘146 | ↘143 |